# Wu Na
Wu Na (chinesisch 鄔娜 / 邬娜, Pinyin Wú Nà; * 14. Januar 1974) ist eine ehemalige chinesische Tischtennisspielerin. Sie ist zweifache Asienmeisterin im Mixed und gewann auch bei der Weltmeisterschaft 1997 in derselben Kategorie Gold.                                                                                                                             

## Turnierergebnisse
| Verband | Veranstaltung         | Jahr | Ort        | Land | Einzel     | Doppel        | Mixed     | Team |
| ------- | --------------------- | ---- | ---------- | ---- | ---------- | ------------- | --------- | ---- |
| CHN     | Asienmeisterschaft    | 1996 | Kallang    | SIN  |            |               | Gold      | 1    |
| CHN     | Asienmeisterschaft    | 1992 | Neu-Delhi  | IND  |            |               | Gold      |      |
| CHN     | Pro Tour              | 1998 | Courmayeur | ITA  |            | Gold          |           |      |
| CHN     | Pro Tour              | 1998 | Beirut     | LBN  |            | Gold          |           |      |
| CHN     | Pro Tour              | 1998 | Jinan      | CHN  |            | Gold          |           |      |
| CHN     | Pro Tour              | 1998 | Melbourne  | AUS  |            | Gold          |           |      |
| CHN     | Pro Tour              | 1996 | Xi’an      | CHN  |            | Gold          |           |      |
| CHN     | Pro Tour Grand Finals | 1998 | Paris      | FRA  | letzte 16  | Viertelfinale |           |      |
| CHN     | Pro Tour Grand Finals | 1996 | Tianjin    | CHN  |            | Viertelfinale |           |      |
| CHN     | Weltmeisterschaft     | 1997 | Manchester | ENG  | Halbfinale | Viertelfinale | Gold      |      |
| CHN     | Weltmeisterschaft     | 1995 | Tianjin    | CHN  |            | Halbfinale    | letzte 64 |      |
| CHN     | Weltmeisterschaft     | 1993 | Göteborg   | SWE  | letzte 16  | letzte 16     | letzte 16 |      |
| CHN     | World Team Cup        | 1994 | Nîmes      | FRA  |            |               |           | 3    |

## Privat
Wu Na ist mit dem chinesischen Fußballer Shang Yi verheiratet.